# أنيس زكريا النصولي
أنيس زكريا الصولي هو مفكر وفيلسوف ومؤرخ لبناني.

## سيرته
أنيس بن زكريا النصولي (... ـ 1377هـ/... ـ 1957م) من رجال التربية والتعليم. تخرج بالجامعة الأمريكية ببيروت ودرس في بغداد، وعاد إلى بيروت فعمل قليلاً في الصحافة، ثم تولّى إدارة التعليم العامة في جمعية المقاصد الخيرية، من آثاره: الدولة الأموية في الشام، الدولة الأموية في قرطبة، معاوية بن أبي سفيان، وأسباب النهضة العربية في القرن التاسع عشر.

## أشهر كتاب له
وهو كتاب الدولة الأموية في الشام، أثار هذا الكِتَابُ الكثيرَ من الجدل؛ وخاصَّةً في المجتمع العراقي حين صدر لأول مرة عام 1927م، ما جعله من أشهر كتب القرن العشرين، وفي حقيقة الأمر كانت إشكاليةُ الكتاب طائفيةً بالدرجة الأولى، فمن المعروف أن أغلب سكان العراق من الشيعة، والذين يملكون تاريخًا حافلًا من الصراع مع خلفاء بني أمية، ويتّخذون مواقف حادَّة ممن يقوم بمدح هذه الدولة من قريبٍ أو من بعيدٍ، فكيف يكون الوضع حينئذٍ عندما يقوم أنيس زكريا النصولي السوري المقيم بالعراق بإهداء كتابه لبني أمية؟
لكن على الرغم من هذا كله فإن الكتاب يضمُّ بين طيَّاته معلومات ذات قِيمة تاريخية كبيرة حول تاريخ الدولة الأموية؛ ثاني خلافةٍ في تاريخ الإسلام، ففيه يتناول المؤلّف — بإسهابٍ — تأسيس الدولة الأموية، وفتوحاتها، وحضارتها، وأحوال مجتمعها، وأخيرًا الأسباب التي أَوْدَتْ بمجدها.

## الضجة حول الكتاب في العراق
الضجة والأزمة العميقة، التي لم تحل إلّا بتدخّل الملك فيصل الأول (ت 1933)، فقد اعتبر وجهاء الشِّيعة أن الكتاب ضد الطائفة الشِّيعة، وكان النُّصولي مدرِّساً معاراً مِن سوريا للتدريس مع آخرين.
نقل الطلبة الشِّيعة خبر المدرس والكتاب إلى أولياء أمورهم. وبعد احتجاج ومراجعات قرّر وزير المعارف السَّيد عبد المهدي آل شبر المنتفكي (ت 1974) فصل النصولي. ولما اعترض زملاؤه من المدرّسين السوريين، وأصروا على استقالتهم شملهم قرار الفصل. قام طلبة الثانوية المركزية ودار المعلمين إثرها بتظاهرات أمام وزارة المعارف ضد قرار الفصل، وكانوا مِن الشِّيعة والسُّنَّة معاً، وأدّت التظاهرة إلى صِدام مع الشرطة، ولم ينفع ضدهم استخدام خراطيم المياه.
لكن الأمر انتهى بفصل النصولي وزملائه وترحيلهم، وفصل الطلبة من قادت التظاهرات لفترات مختلفة. وما يستشف من الكتابات حول هذه الحادثة أنها هوّلت كثيراً، وخرجت عن موضوعها الخاص بالمدرّس السوري وكتابه. بل تحوّلت إلى مواجهة بين المتنفّذين السُّنَّة والمتنفذين الشِّيعة في وزارة المعارف، ولم يكن في تلك الأيام أثر للإسلام السِّياسي، بل إن المتنفذين لم يكونوا مِن المتعصبين أو المتدينين بمفاهيم هذه الأيام. بطبيعة الحال كان الطلبة خارج موضوع الطائفية، جمعهم الاحتجاج على فصل المدرسين.
لقد كُتب الكثير حول الحدث، وكل صوّره من منظاره. فساطع الحصري(ت 1968) مدير التعليم العام، انتقد فصل النُّصولي، ورأى أنه موضوع لا يستحق كل هذه الضجة، وليس في الأمر من طائفية. وحصر الحصري خطأ الكتاب في الإهداء وهو: “مَن أحق بتاريخ أميَّة، مِن أبناء أميَّة! ومَن أحق بتاريخ معاوية والوليد مِن أبناء معاوية والوليد! فاقبلوا يا أبناء سورية الباسلة المتحدة المستقلة، هذه الثَّمرة الصَّغيرة”(الحصري، مذكراتي).
إضافة إلى نص في داخل الكتاب يطلب مِن الشِّيعة أن يحولوا “مجرى أحزانهم إلى فعل الخير والإحسان وبث الفضيلة بين أبنائهم وبناتهم”(المصدر نفسه، وكتاب الدَّولة الأموية في الشَّام). ومع أن الحصري لا يرى في العبارة ما هو موجّه ضد الشِّيعة، إنما قالها ضد شج الرؤوس بالحديد، إلا أنها في الأجواء المتلبّدة بالطائفية وأن تأتي في كتاب يمتدح الأمويين تفهم أنها موجهة ضد الطَّائفة.
واعتبر عبد الكريم الأزري(ت 2010)، وزير المالية ومدير المعارف ورئيس التشريفات الملكية، القضية «زوبعة طائفية شديدة». وأن كتاب النصولي كان إساءة متعمدة لتاريخ الشِّيعة، وليس فيه غير تمجيد بني أمية. وهو فتنة طائفية دافع عنها ساطع الحصري. ويأتي الأزري بنصوص من الكتاب لها خطورتها في مجتمع مثل العراق، حيث اعتبر بني أمية مع الحق وخصومهم كفرة وفجرة(الأزري، مشكلة الحكم في العراق).
أما خيري العمري فاعتبر المستفيد الأول من تفاقم قضية النصولي وكتابه هو المحتل البريطاني. قال في حكايات سياسية تحت عنوان «الكتاب الأزمة»: «أغلب الظن أن دار الاعتماد البريطاني هي التي خرجت من المعركة غانمة، فقد كسبت تصديع عرى الوحدة الوطنية، وكسبت جواً مشبعاً بالحقد الطائفي»(العمري، حكايات سياسية).
عاد الطلبة المفصولون إلى مقاعد الدراسة بتوجيه خاص من الملك فيصل الأول؛ بعد فصلهم بسبب إثارة الشَّغب. كذلك وثق المحامي حسين جميل(ت 2002)، وكان أحد الطَّلبة، الحادث بتفاصيل منها أن اللجنة، التي تشكّلت دفاعاً عن النصولي وزملائه، راعت اقتراح أسماء الوفد، الذي سيتولّى أمر مقابلات المسؤولين في أن يكون أغلبهم من الشِّيعة، كي تستبعد تهمة الطائفية. قال جميل: «ولهذا لم أكن أنا من أعضاء الوفد»(العراق شهادة سياسية). واعتبر الطلبة حركتهم «انتصاراً لحرية الفكر والبحث العلمي. وقالوا إن قرار فصله (النصولي) يهدر هذه الحرية. أولئك الطلبة الذين تبوأوا في ما بعد مراكز مهمة في إدارة الدولة.

## ساطع الحصري وقضية النصولي
من القضايا التي فجّرت في سنة 1926-1927 زوبعة طائفية شديدة وتسببت في حدوث نزاع سياسي بين وزير المعارف، السيد عبد المهدي، ومدير المعارف العام ساطع الحصري، قضية النصولي. وقضية النصولي تدور كلها حول كتاب ألّفه الأستاذ أنيس النصولي، مُدرّس التاريخ العربي في المدرسة الثانوية المركزية في بغداد وقئتذٍ، وسماه (الدولة الأموية في الشام) وطبعه في مطبعة دار السلام في بغداد في سنة 1926 وما زال النقاش حوله لحد الآن له صدى في الأوساط العراقية الثقافية.